# جغرافیای تاریخی و تاریخ مفصل کرمانشاهان
ج‍غ‍راف‍ی‍ای ت‍اری‍خ‍ی و ت‍اری‍خ م‍ف‍ص‍ل ک‍رم‍ان‍ش‍اه‍ان مجوعه کتابی است که توسط محمدعلی سلطانی نوشته شده و در آن مسائل تاریخی حوزهٔ کرمانشاه فرهنگی مشتمل بر جغرافیای کنونی استان‌های کرمانشاه، ایلام، شمال استان لرستان، غرب استان همدان و جنوب شرق استان کردستان با اتکا به اسناد تاریخی مورد بررسی قرار گرفته‌است. محمدعلی سلطانی پژوهش خود را برای نگارش این کتاب از سال ۱۳۵۵ آغاز کرده و در دههٔ ۱۳۶۰ خورشیدی با جمع‌آوری اسناد تاریخی و یافته‌های مردم‌شناختی، تاریخی و فرهنگی آن را تداوم بخشید. نخستین مجلد مجموعه در سال ۱۳۷۰ با عنوان ج‍غ‍راف‍ی‍ای ت‍اری‍خ‍ی و ت‍اری‍خ م‍ف‍ص‍ل ک‍رم‍ان‍ش‍اه‍ان (ب‍اخ‍ت‍ران) ت‍وس‍ط م‍ول‍ف م‍ن‍ت‍ش‍ر ش‍د و متعاقب آن دو جلد دیگر نیز به چاپ رسید. تجدید چاپ سه جلد نخست و انتشار مجلدات بعدی تا سال ۱۳۸۴ صورت پذیرفت. دو مجلد از این مجموعه (جلد یازدهم: اقلیت‌های دینی در کرمانشاهان (کلیمیان، مسیحیان و…)، و جلد دوازدهم: مستدرک و تکملهٔ مجموعهٔ جغرافیای تاریخی و تاریخ مفصل کرمانشاهان) تاکنون به چاپ نرسیده‌است. این کتاب در مهم‌ترین کتابخانه‌ها و دانشگاه‌های جهان ثبت شده‌است. سلطانی مجموعه ج‍غ‍راف‍ی‍ای ت‍اری‍خ‍ی و ت‍اری‍خ م‍ف‍ص‍ل ک‍رم‍ان‍ش‍اه‍ان را به همراه حدیقه سلطانی و کتاب دو جلدی احزاب سیاسی و انجمن‌های سری در کرمانشاه را که روی‌هم‌رفته مشتمل بر ۲۰ مجلد است، دانشنامهٔ کرمانشاهان نام‌گذاری کرده و از آن به عنوان نخستین دائرةالمعارف منطقه‌ای در ایران یاد می‌کند.

## برخی نظرات دربارهٔ کتاب
نویسندگان و پژوهشگرانی مانند عبدالحسین نوایی، کیوان سمیعی، ریچارد تاپر، ادوارد ژوزف، حشمت‌الله طبیبی، ویلم فلور و … در رابطه با این اثر اظهار نظر کرده و آن را به عنوان مرجعی علمی در رابطه با تاریخ قلمروی فرهنگی کرمانشاهان واجد ارزش دانسته‌اند.
علاوه بر این اردشیر کشاورز ن‍ق‍دی ب‍ر جلد سوم مجموعه نوشته که با مشخصات زیر به چاپ رسیده‌است:
- کشاورز، اردشیر، نقدی بر کتاب ج‍غ‍راف‍ی‍ای ت‍اری‍خ‍ی و ت‍اری‍خ م‍ف‍ص‍ل ک‍رم‍ان‍ش‍اه‍ان (ای‍لات و طوای‍ف ک‍رم‍ان‍ش‍اه‍ان)، ک‍رم‍ان‍ش‍اه: طاق ب‍س‍ت‍ان، ۱۳۷۸.

## جایزه‌ها
کتاب ج‍غ‍راف‍ی‍ای ت‍اری‍خ‍ی و ت‍اری‍خ م‍ف‍ص‍ل ک‍رم‍ان‍ش‍اه‍ان در سال ۱۳۷۴ لوح تقدیر سیزدهمین دورهٔ جایزهٔ کتاب سال جمهوری اسلامی ایران را دریافت کرد.

## فهرست مجلدات
| شماره مجلد | عنوان مجلد | مکان چاپ | انتشارات | نوبت چاپ | سال انتشار |
| ---------- | --- | -------- | -------- | -------- | ---------- |
| ۱          | جغرافیای تاریخی و تاریخ مفصل کرمانشاهان (جغرافیای تاریخی، اقتصاد، معارف، هنر، فرهنگ ادارات و تشکیلات …)                         | تهران    | سها      | سوم      | ۱۳۸۰       |
| ۲          | تاریخ ایلات و طوایف کرمانشاهان، ج ۱ (اوضاع تاریخی سیاسی، اقتصادی، اجتماعی)                                                      | تهران    | سها      | دوم      | ۱۳۸۰       |
| ۳          | تاریخ ایلات و طوایف کرمانشاهان، ج ۲ (اوضاع تاریخی، سیاسی، اقتصادی، اجتماعی)                                                     | تهران    | سها      | دوم      | ۱۳۸۰       |
| ۴          | تاریخ مفصل کرمانشاهان (اوضاع سیاسی از دوران ماقبل تاریخ تا عصر مشروطیت)                                                         | تهران    | سها      | دوم      | ۱۳۸۰       |
| ۵          | تاریخ مفصل کرمانشاهان (اوضاع سیاسی از عصر مشروطه تا کودتای ۲۸ مرداد به انضمام پیشینهٔ خاندان‌های شهری حکومتگر از خاکریز تا خسروی) | تهران    | سها      | دوم      | ۱۳۸۰       |
| ۶          | تاریخ تشیع در کرمانشاهان (خاندان مذهبی و علمای شیعی در کرمانشاه از ظهور اسلام تا عصر حاضر)                                      | تهران    | سها      | اول      | ۱۳۸۰       |
| ۷          | تاریخ در کرمانشاهان (خاندان مذهبی، علمای منفرد، فلاسفه و حکمای شیعی کرمانشاهان)                                                 | تهران    | سها      | اول      | ۱۳۸۰       |
| ۸          | تاریخ تسنن در کرمانشاهان (خاندان مذهبی، علمای اهل سنت کرمانشاهان)                                                               | تهران    | سها      | اول      | ۱۳۸۰       |
| ۹          | تاریخ تصوف در کرمانشاهان (پیشینهٔ تصوف و طرائق و سلاسل صوفیه و بزرگان صوفیه و دروایش در کرمانشاهان)                              | تهران    | سها      | اول      | ۱۳۸۰       |
| ۱۰         | تاریخ خاندان‌های حقیقت و مشاهیر متأخر اهل حق (پیشینهٔ خاندان‌های هفتوانه و شاه‌مهمان و …)                                           | تهران    | سها      | سوم      | ۱۳۸۴       |
| ۱۱         | اقلیت‌های دینی در کرمانشاهان (کلیمیان، مسیحیان و…)                                                                               | -        | -        | -        | -          |
| ۱۲         | مستدرک و تکملهٔ مجموعهٔ جغرافیای تاریخی و تاریخ مفصل کرمانشاهان                                                                   | -        | -        | -        | -          |